# Lactarius salicis-reticulatae
Espèce
Statut de conservation UICN

 CR  : 
En danger critique
Lactarius salicis-reticulatae est une espèce de champignons de la famille des Russulaceae. Il est aussi connu sous le nom de lactaire des saules réticulés ou lactaire salicicole.

## Description
Le chapeau du sporophore est de couleur jaune et a un diamètre compris entre 20 et 40 mm.

## Habitat
Cette espèce se développe sur des sols calcaires et dolomitiques entre 2000 et 2500 m d'altitude à proximité de feuillus, en particulier les saules.

## Systématique
Le nom correct complet (avec auteur) de ce taxon est Lactarius salicis-reticulatae Kühner.
Lactarius salicis-reticulatae a pour synonyme :
- Lactarius aspideoides Kühner

## Statut de protection
Une étude, publiée en avril 2024, menée conjointement en France par l’UICN, l’OFB, le MNHN et l’AdoniF sur le statut de conservation dans le pays de plus de 250 champignons ; classe cette espèce Lactarius salicis-reticulatae dans la catégorie CR (en danger critique),.